# Eugène Steiner
Eugène Steiner, né le 24 décembre 1922 à Lambach (en Moselle) et mort tué par un soldat allemand le 30 mai 1944 en Isère, dans le hameau de Raccord, rattaché à La Motte Saint Martin, est un résistant français. 

## Biographie et circonstances de sa mort
Ses parents se nomment Victor Steiner et Catherine Desumer. Il est célibataire. Désertant la Wehrmacht, Steiner se réfugie en France, où il rejoint le maquis des Hautes-Alpes. Vers la mi-mai 1944, il s'installe au hameau du Raccord avec un groupe de vingt-cinq hommes. Ce groupe ne dispose que de peu d'armes et d'un véhicule ; il se rend régulièrement au village de La Motte Saint Martin pour se ravitailler. 
Le groupe et dénoncé, mais averti d'une attaque de soldats allemands. Il se cache donc dans la forêt, seuls sont présents au hameau  la famille Peyrin et des bûcherons. Dans la nuit du 29 au 30 mai 1944, deux-cents soldats allemands se rendent au village, un officier menaçant le maire avec un pistolet pour qu'il les conduise au hameau. Les bûcherons furent interrogés avec violence. Pendant ce temps, Steiner et sept hommes, dans la forêt, ignorent ce qui se passe et rentrent au hameau, croyant à une fausse alerte. Alors qu'ils sont à cinquante mètres du hameau, une sentinelle allemande armée d'une mitraillette leur ordonne de s'arrêter, ce que font cinq hommes. Eugène Steiner et Joseph et Emile Mandel, frères juifs autrichiens, tentent de fuir mais sont tués. Eugène Steiner et Emile Mandel meurent fauchés par une rafale, Joseph Mandel, qui ne décède pas immédiatement, est achevé par des coups de pied à la tête. 
Les Allemands ordonnent aux cinq prisonniers de transporter les dépouilles dans un grenier, auquel ils mettent le feu avec des grenades incendiaires. Ils détruisent quatre des cinq maisons du village. 

## Hommages posthumes
Eugène Steiner et les frères Mandel sont inhumés au cimetière de la Motte Saint Martin. Steiner reçoit la mention "Mort pour la France", est homologué résistant, membre des Forces françaises de l’Intérieur et interné résistant. Il est décoré de la médaille de la Résistance. Deux stèles (une au cimetière, l'autre sur le lieu d'exécution) sont érigées. Son nom est inscrit sur le monument au Morts de Lambach. 

## Sources
- Arch. Dép. Isère, Mémorial de l’oppression, 2 MI 2233, transmis par B. Tixier, Association "Histoire et patrimoine du Gua"
- SHD Vincennes, GR 16 P 556668
- AVCC Caen, AC 21 P 152514 et AC 21 P 678032
- https://www.geni.com/people/Emil-Mandel/6000000031458648821